# Oenothera avita
Oenothera avita är en dunörtsväxtart. Oenothera avita ingår i släktet nattljussläktet, och familjen dunörtsväxter.

## Underarter
Arten delas in i följande underarter:
- O. a. avita
- O. a. eurekensis